# Condado de Gallia
O Condado de Gallia é um dos 88 condados do Estado americano de Ohio. A sede do condado é Gallipolis, e sua maior cidade é Gallipolis. O condado possui uma área de 1 220 km² (dos quais 6 km² estão cobertos por água), uma população de 31 069 habitantes, e uma densidade populacional de 26 hab/km² (segundo o censo nacional de 2000). O condado foi fundado em 1803.